# Овчаренко, Илья Пантелеевич
Илья Пантелеевич Овчаре́нко (1926 — 1978) — советский скульптор, заслуженный художник УССР (1976), лауреат Государственной премии им. Т. Г. Шевченко, директор Луганской детской художественной школы. Член НСХУ с 1963.

## Биография
Родился 26 сентября 1926 года в селе Мусиевка (ныне Меловский район, Луганская область, Украина). Окончил 1949 году Луганское художественное училище (В. Агибалова и В. Федченко).
Сын: Овчаренко Алексей Ильич — украинский искусствовед, живописец и скульптор. Кандидат искусствоведения.

## Произведения
- памятник В. Н. Сосюре в Лисичанске (1966);
- памятник Т. Г. Шевченко в с. Соколова Балка, Новосанжарский район, Полтавская область (1967, в соавторстве)
- памятник писателю В. Гаршину в г. Старобельске,[1]
- монумент «Украина — освободителям» в пгт. Меловом, Луганская область (1972, в соавторстве со скульпторами В.Федченко и В.Мухиным);[1]
- памятник Владимиру Далю, Луганск (проект, 1972, в соавторстве);
- портреты матери (1960), хирурга Ю. Ененко (1969).

## Награды и премии
- Государственная премия УССР имени Т. Г. Шевченко (1973) — за монумент «Украина — освободителям» в селе Миловом Ворошиловградской области

## Источник
- Митці України. Енциклопедичний довідник. (за редакцією А. В. Кудрицького), К.: УЕ ім. М. П. Бажана, 1992, стор. 429